# Brasil (ilha mítica)

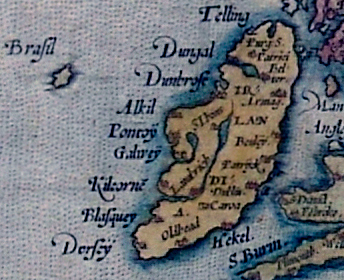
Brasil mostrada em um mapa da Irlanda de Abraham Ortelius (1572).

A Ilha Brasil, ou mais comumente a Ilha do Brazil; Ilha de São Brandão; Brasil de São Brandão ou Hy Brazil, é uma ilha fantasma do Oceano Atlântico ligada à tradição de São Brandão das terras afortunadas sitas a oeste do continente europeu.
A cartografia medieval europeia inclui com grande constância a Ilha do Brasil, a par da Antílha, da Ilha de São Brandão, das Sete Cidades e das Ilhas Afortunadas, entre as ilhas que existiriam no mar oceano. A posição e as dimensões da ilha variam de carta para carta, mas a partir de meados do século XIV a ilha começa consistentemente a ser colocada no Atlântico Norte centro-ocidental.
A procura da Ilha do Brasil foi uma constante nas navegações renascentistas do Atlântico até 1624. Desde o oeste da Irlanda, seu lugar inicial, a posição da suposta ilha migrou para oeste, primeiro para os Açores, onde a atual ilha Terceira aparece por vezes com esta designação e onde, muito antes de 1500, já a península fronteira à cidade de Angra ostentava o nome de Monte Brasil, que hoje mantém. Dos Açores deslocou-se para sudoeste, primeiro para as Caraíbas, para depois se fixar no litoral do atual Brasil.

## Origem do vocábuloBrasil
Uma origem possível para o nome da madeira poderá ser a forma adjetiva brasil, por sua vez derivada de brasa, já que, por sua coloração avermelhada, a madeira do pau-brasil parecia estar incandescente ou "em brasa". Entretanto, outras teorias associam o vocábulo Brasil ao nome dado na Irlanda ao cinábrio, o nome popular do sulfureto de mercúrio, um mineral de cor vermelha brilhante utilizado desde a antiguidade como base para corantes e para o vermelhão usado em pintura corporal. O vocábulo português cinábrio tem origem no grego kínnabar, latinizado como cinnabar. A palavra gaélica irlandesa equivalente é breazáil, ou simplesmente brazil, que depois aparece em castelhano como barcino ou bracino e em português como varzino ou brazino como designação dada à cor dos bovinos avermelhados. Todos estes vocábulos têm o significado geral de vermelho e confirmam a ocorrência das grafias celta e ítalo-celta. Contudo é no gaélico irlandês, onde permaneceu mais vivo o substrato céltico, que se documenta melhor a ocorrência do barcino, brakino e breazil. A palavra sobreviveu até ao século XVIII, como o documenta o título de O'Brasil dado a um poema do poeta irlandês Moore, sendo a palavra também referida pelo folclorista O'Flaherty.
A ligação entre o cinábrio e uma ilha mítica sita para além do horizonte irlandês parece resultar dos contactos comerciais estabelecidos entre fenícios, gregos e celtas a partir do século VI a.C., através dos quais os celtas importavam brazil, ou seja o vermelhão de cinábrio, provavelmente de origem ibérica, através de mercadores que vinham por mar desde terras distantes. Por essa época, o celtismo brakino e o ítalo-celta verzino suplantaram respectivamente o grego kínnabar e o germânico zinnober, todos com sentido afim, como nome daquele mineral.
A origem da palavra gaélica O'Brazil é o celta Hy Breasil, que significa descendentes do vermelho, ou os do vermelho, onde o s é igual ao z (de onde Hy Breazil), do celta breasil, breazil para vermelho. Ressalte-se que o s do celta breasil só foi transliterado pelo s latino por manifesto erro de interpretação gráfica.
Neste contexto o vocábulo O'Brazil, os do vermelho, passou a constituir uma referência aos gregos e fenícios, os quais ao deixarem de comerciar o cinábrio com os celtas como que desapareceram nas brumas do Atlântico, tornando-se um povo mítico e afortunado, que nunca voltou à Irlanda, porque vivia feliz na misteriosa e paradisíaca ilha do Brazil. Esta ilha do Brazil foi depois incorporada no contexto mais vasto das ilhas míticas, ligando-se à grande tradição atlântica das ilhas de São Brandão.

## Mitologia
Esta ilha, «erupção do maravilhoso celta», segundo diz a  «Enciclopédia dos Lugares Mágicos de Portugal» de Paulo Pereira, volume 8, Lisboa, 2006, surge na cartografia náutica desde o século XIII. Tem diversos nomes, variantes do nome original e está  localizada perto da Irlanda ou no meio do oceano Atlântico.
Aparece num mapa da Catalunha de 1325-1330, no mapa de Dulcert de 1339, no mapa dos irmãos Pizagani de 1375-1378, no mapa do cartógrafo veneziano Andrea Bianco de 1436 (onde já se menciona explicitamente o Mar dos Sargaços). Esta ilha surge no mapa atlântico do cartógrafo veneziano Zuane Pizzigano e no mapa anônimo chamado de Weimar, ambos de 1424, com o arquipélago dos Açores, e as ilhas Antília, Satanazes, Saya e Ymana. O historiador português Armando Cortesão sugere uma «hipotética eventualidade do conhecimento tardo-medieval dos Açores, do Atlântico Central, dos arquipélagos das Caraíbas ou Antilhas», bem como do continente americano, pelos portugueses. Tais ilhas aparecem de forma idêntica na carta do cartógrafo genovês Battista Beccario, de 1435 (onde as ilhas lendárias são clara e implicitamente identificadas com os Açores reais na expressão adjunta figurante "ilhas nova ou recentemente descobertas") bem como nas de Bartolomeu Pareto, de 1455, e Gracioso Benincasa, de 1470 e 1482.
Como «O'Brasil» é atualmente um nome próprio irlandês; «Hy Bressail»  ou «O Brazil» (que significa «Ilha Afortunada»),  «Brasil», «Bracil», «Bracir», que são corruptelas da palavra original gaélica. Acompanham-na nos mapas ilhas como a dos Demônios; Avalon, da lenda do rei Artur, ilha de São Brandão, Drogio, Emparedada, Estotiland e Grocelandia. Foi intensamente procurada, inclusive pelo «desconcertante Cristóvão Colombo», comenta a Enciclopédia acima citada.
Os portugueses foram responsáveis por fixar tal nome a uma terra pois inicialmente denominaram ilha Brasil à ilha que se conhece hoje no arquipélago dos Açores como Ilha Terceira (ainda hoje ali existe um Monte Brasil). Depois que Pedro Álvares Cabral desvendou o continente sul-americano, o atual Brasil foi primeiro chamado Terra de Vera Cruz, depois Mundo Novo e depois ainda Terra dos Papagaios. Não retirou seu nome da madeira avermelhada mas sim das narrativas míticas que levaram à sua identificação.  Pergunta o mesmo autor acima citado: «De resto, porque se chamaria àquela madeira pau-brasil, se a palavra brasil não tivesse um significado mítico, ligado com certeza às brasas, porque assim o admite a etimologia céltica e germânica de Renan.
Mas mesmo após a consagração do nome Brasil para o continente descoberto, a ilha mítica permanece na cartografia, como no mapa de Fernão Vaz Dourado, de 1568.

### Galeria de mapas

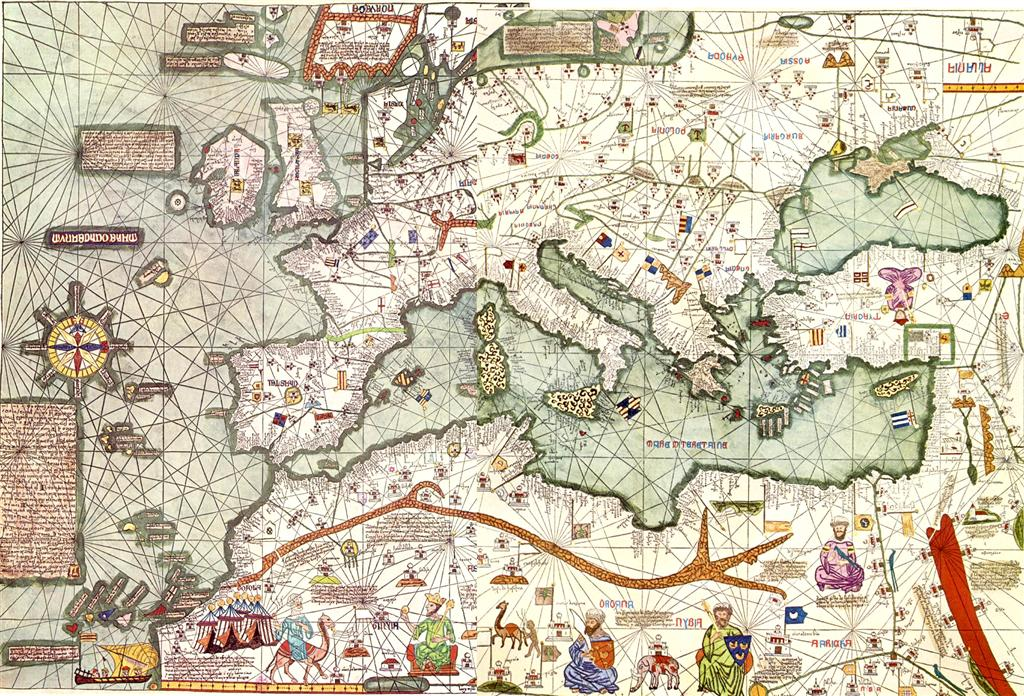
Atlas catalão de 1375
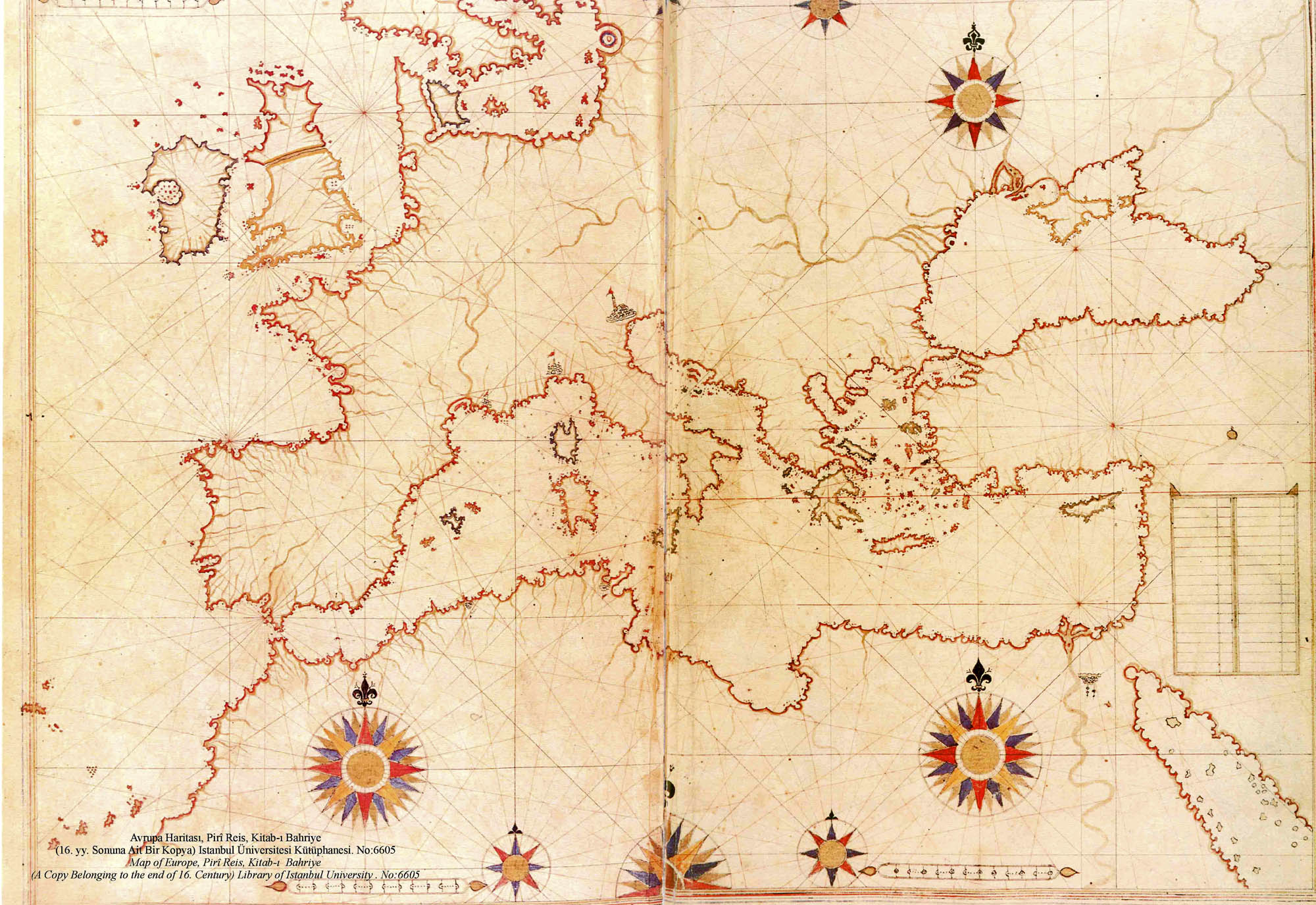
Mapa de Piri Reis da Europa e do Mar Mediterrâneo a partir de 1513
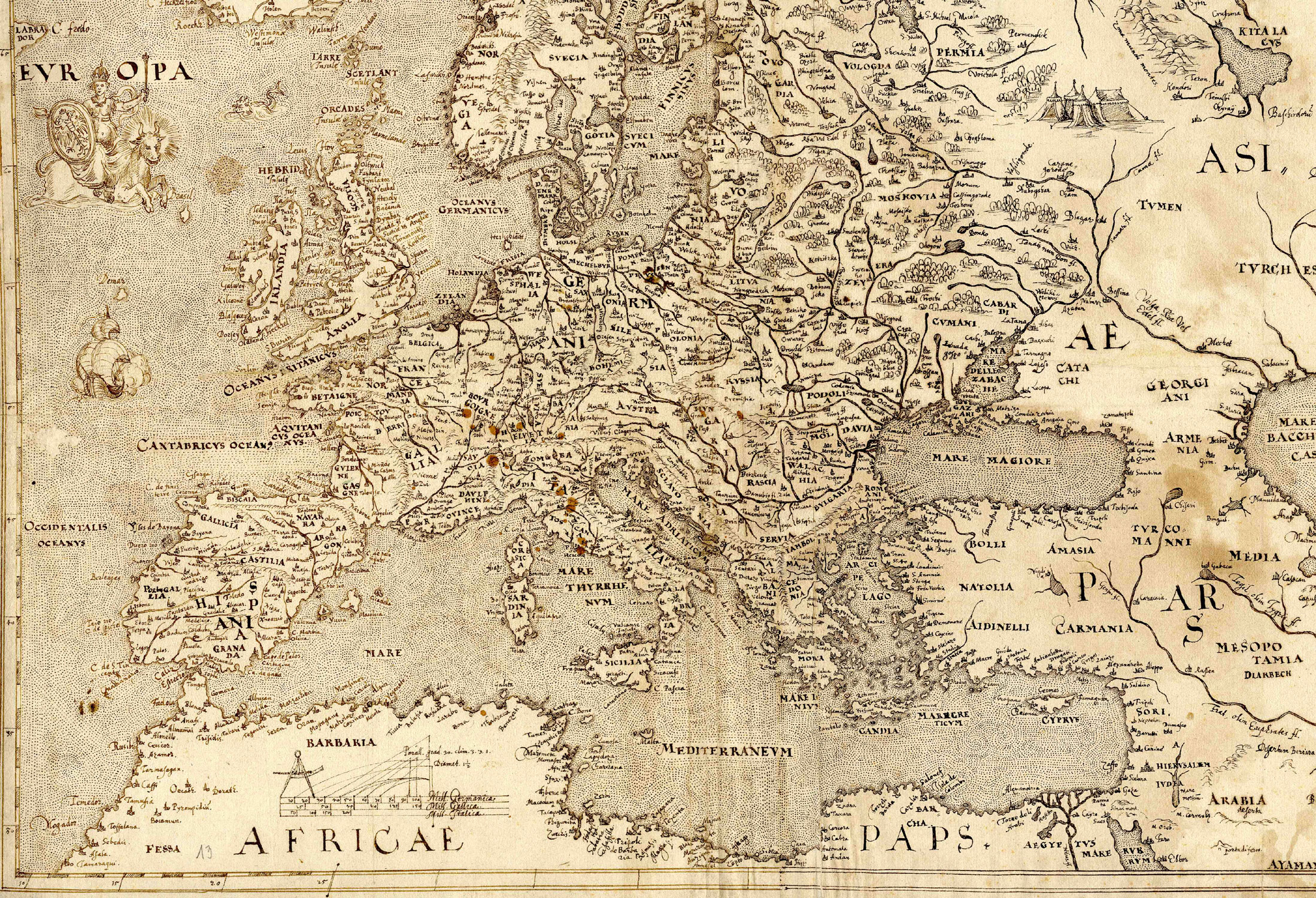
Mapa da Europa a partir de 1570
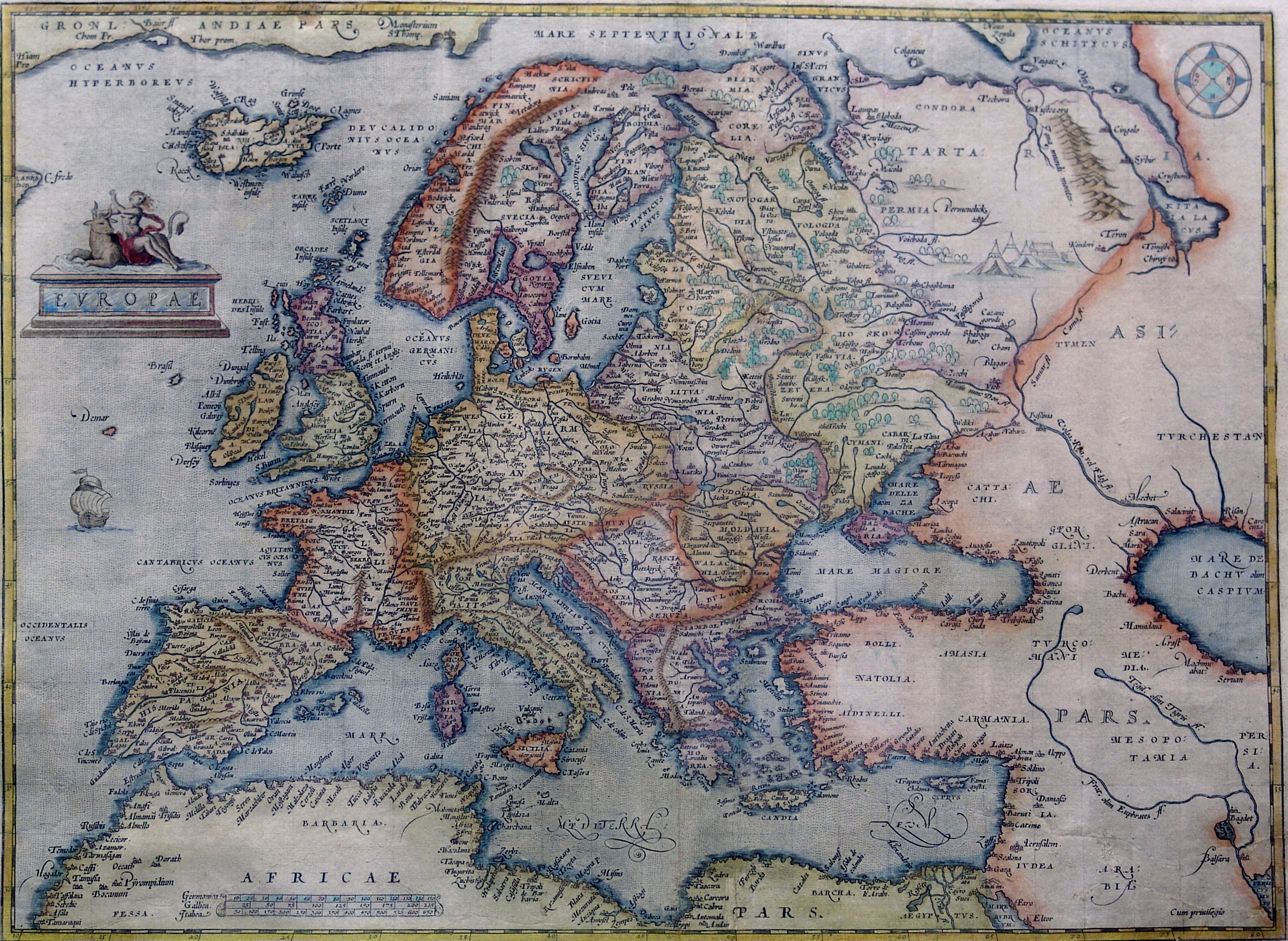
Mapa de Abraham Ortelius da Europa a partir de 1595
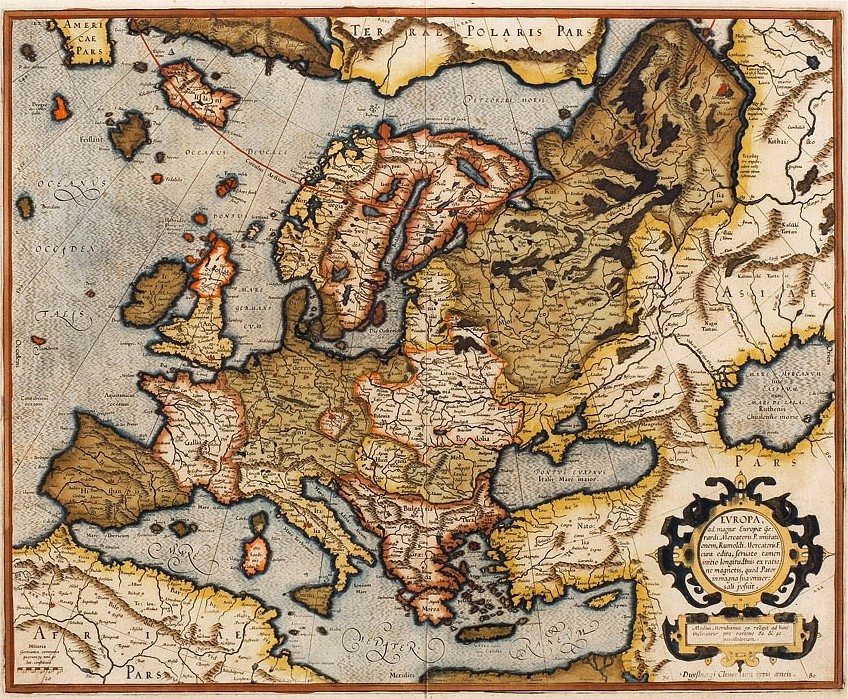
Mapa de Gerardus Mercator de 1595